# Topi Mattila
Topi Juhani Mattila (ur. 29 marca 1946 w Helsinkach) – fiński skoczek narciarski. Występował w latach 1963–1969. Jego najlepszą lokatą było 15. miejsce w konkursie w Partenkirchen, przeprowadzonym 1 stycznia 1966. Wystąpił na igrzyskach w Grenoble, gdzie zajął 5. miejsce na normalnej skoczni.

## Igrzyska olimpijskie
- Indywidualnie
  - 1968 Grenoble (FRA) – 5. miejsce (normalna skocznia)